# 巴斯克议会
巴斯克议会是西班牙巴斯克自治區的立法机构，总部位于維多利亞。

## 职能
巴斯克议会是巴斯克的普遍代表机构，其基本职责为立法，推动和监督巴斯克自治区政府行为，并通过自治区的财政预算。

## 历史
西班牙民主转型后期，根据1979年国会通过的巴斯克《自治权法令》，第一届巴斯克议会于1980年3月31日在格尔尼卡召开。
第二次会议于1980年末在毕尔巴鄂的比斯开省议会厅召开，第三次会议在维多利亚的阿拉瓦省议会厅召开。1982年2月1日，会议在维多利亚拉米罗·马埃斯图研究所附近召开，此后的会议地点就设在了这里。
巴斯克议会议员由阿拉瓦、吉普斯夸和比斯開三省公民的75名代表组成。议员由比例代表制的封閉式名單选出，并按照漢狄法分配席位。一个竞选人如要被划入授予席位的考虑范围，至少要获得本省发布的有效选票的5%。

## 历代议长
| #      | 就任日期       | 退任日期       | 图片 | 名称                                 | 所属政党                   |
| ------ | -------------- | -------------- | ---- | ------------------------------------ | -------------------------- |
| 第1任  | 1980年3月31日  | 1984年3月22日  |      | 胡安·何塞·普哈纳 Juan José Pujana    | 巴斯克民族主义党 (PNV-EAJ) |
| 第2任  | 1984年3月22日  | 1987年1月8日   |      | 胡安·何塞·普哈纳 Juan José Pujana    | 巴斯克民族主义党 (PNV-EAJ) |
| 第3任  | 1987年1月8日   | 1990年12月18日 |      | 赫苏斯·埃吉古伦 Jesús Eguiguren      | 巴斯克社会党 (PSE-EE)      |
| 第4任  | 1990年12月18日 | 1994年11月30日 |      | 何塞瓦·雷萨奥拉 Joseba Leizaola      | 巴斯克民族主义党 (PNV-EAJ) |
| 第5任  | 1994年11月30日 | 1998年11月25日 |      | 何塞瓦·雷萨奥拉 Joseba Leizaola      | 巴斯克民族主义党 (PNV-EAJ) |
| 第6任  | 1998年11月25日 | 2001年6月8日   |      | 胡安·马里亚·阿图恰 Juan María Atutxa | 巴斯克民族主义党 (PNV-EAJ) |
| 第7任  | 2001年6月8日   | 2005年5月16日  |      | 胡安·马里亚·阿图恰 Juan María Atutxa | 巴斯克民族主义党 (PNV-EAJ) |
| 第8任  | 2005年5月23日  | 2009年4月3日   |      | 伊萨斯昆·毕尔巴鄂 Izaskun Bilbao     | 巴斯克民族主义党 (PNV-EAJ) |
| 第9任  | 2009年4月3日   | 2012年11月19日 |      | 阿兰查·基罗加 Arantza Quiroga        | 巴斯克人民党 (PP)          |
| 第10任 | 2012年11月20日 | 2016年10月20日 |      | 巴卡尔乔·特赫里亚 Bakartxo Tejeria   | 巴斯克民族主义党 (PNV-EAJ) |
| 第11任 | 2016年10月20日 | 现任           |      | 巴卡尔乔·特赫里亚 Bakartxo Tejeria   | 巴斯克民族主义党 (PNV-EAJ) |